# PC Ušće
Poslovni centar Ušće sa svojih 141 metra visine predstavlja drugu po redu najvišu zgradu na Balkanu, a nalazi se u Beogradu, glavnom gradu Srbije. 

## Karakteristike
Smještena je u općini Novi Beograd, u bloku 16, na ušću Save u Dunav. PC Ušće druga je po redu najviša zgrada Balkana, odmah nakon Avaz Twist Towera u Sarajevu, a predstavlja jednu od najmodernijih u regiji. Visoka je 134 metra. U rekonstrukciju ovog zdanja, nakon oštećenja u NATO-vom bombardiranju SRJ uloženo je 35 000 000 eura,zgrada je dobila 2 nova kata i danas ima ukupno 25 katova. Ukupna površina poslovnog prostora ovog objekta je 27 237 kvadratnih metara, a čitava zgrada opremljena je najmodernijom opremom koja je u skladu s najvišim svjetskim standardima. Svaki kat ima klimu, podno grijanje, neprobojna stakla i najsuvremenije sustave za nadgledanje komunikacija itd. Zgrada posjeduje 7 modernih dizala kojima se za svega dvadesetak sekundi stiže od prizemlja do posljednjeg kata, a tu je i 750 mjesta za parkiranje. Tijekom rekonstrukcije zgrada je dobila potpuno novu arhitektonsku glazuru; nekadašnju aluminijsko-staklenu fasadu zamijenila su plavo-zelenkasta stakla.

## Povijest
Ideja o izgradnji kompleksa zgrada najviših državnih institucija na lijevoj obali Save, u okviru novog grada pojavljuje se 1947. Od 1962. do 1964. godine realizira se samo neboder. Zdanje je useljeno 1965. kao glavna zgrada Centralnog komiteta Saveza komunista Jugoslavije. Naziv zgrade u to vrijeme bio je Palača društveno-političkih organizacija-popularno CK. Početkom 1990. godine postaje poslovni centar. Zgrada je oštećena u granatiranju 21. travnja i 27. travnja 1999. godine. Rekonstrukcija je počela 2002., a završila sredinom 2005. godine.

## Kompleks Ušće
Kompleks Ušće je projekt koji bi trebao zaživjeti tijekom sljedeće tri godine i predstavljati najmoderniji i najelitniji centar na Balkanu. Planirana je izgradnja zgrade blizanke kao i višenamjenskog uredsko-poslovno-sportskog centra. 
Korisna površina objekta bit će 160,000 četvornih metara, a cijeli projekt bi trebao stajati 160 milijuna eura. Pod zemljom će biti veliki hipermarket površine 12,000 četvornih metara. Pod zemljom će se nalaziti i jedan kat trgovačkog centra dok će preostala dva biti iznad zemlje. Trgovački centar će imati ukupan poslovni prostor od 36,000 četvornih metara i u njemu će se nalaziti butici, prodavaonice namještaja, višenamjenske prodavaonice, ljekarne, banke, restorani i kafići. Treći kat kompleksa namijenjen je sportsko-rekreativnim sadržajima i multipleks kazalištu-kinu.

## Vanjske poveznice
- Intervju jednog od prvih graditelja zgrade (srp.)
- Svjedočenja o NATO-ovom bombardiranju (srp.)
- O rekonstrukciji nebodera[neaktivna poveznica] (srp.)